# Кондаурова, Полина Владимировна
Поли́на Влади́мировна Кондау́рова (род. 4 июня 1988, Днепропетровская обл., г. Никополь) — украинская гимнастка (художественная гимнастика), член национальной сборной Украины в 2004—2008 годах, мастер спорта международного класса, чемпионка Всемирной Универсиады 2007, победительница и призёр международных турниров. Тренировалась в школе Дерюгиных.

## Биография
Полина начала заниматься художественной гимнастикой с 7-ми лет в г. Никополь в спортивном клубе «Электрометаллург». Первым тренером девочки стала Ястребова Елена Владимировна.
В возрасте 13 лет (2001 год) попала в Днепропетровское областное училище физической культуры (спортивный интернат, где спортсмены живут без родителей, учатся и тренируются), тренер — Еремина Наталья Владимировна (судья международной категории).
До 16 лет выступала за сборную Днепропетровска и Днепропетровской области и в личном, и в групповом первенствах, была призёром чемпионатов Украины, а также победителем и призёром профсоюзного чемпионата Украины в групповых упражнениях.
В 2004 году вошла в состав сборной страны и переехала в Республиканское училище физической культуры и спорта (г. Киев).
Участвовала в этапах Кубка мира, чемпионате Европы, Всемирной Универсиаде, чемпионатах мира, международных соревнования, чемпионатах Украины.
В 2007 году, после Летней Универсиады, была удостоена государственной награды за «Труд и победу».
В 2008 закончила спортивную карьеру в связи с травмой коленного сустава и операцией. В этом же году начала тренерскую деятельность в школе Дерюгиных.
После окончания спортивной карьеры Полину приглашали работать моделью, какое-то время она снималась для рекламы и постеров. Однако позже, когда ей пришлось выбирать между карьерой тренера и модели, девушка выбрала более близкий для себя путь — профессию тренера.
В 2010 получила диплом магистра НУФВСУ по специальности биомеханика спорта.
Позже решила работать с группой набора для повышение квалификации и стала тренером ДЮСШ № 3 Спартак.
В 2013 году прошла судейский семинар и получила первую категорию национальной судьи.

## Семья
Полина родилась в простой рабочей семье, мама Татьяна Анатольевна и папа Владимир Васильевич оба работали на Никопольском заводе ферросплавов. Сейчас родители спортсменки пенсионеры.